# Ceropalinae
Церопалы (лат. Ceropalinae) — подсемейство дорожных ос (Pompilidae).

## Распространение
Всесветное. Для СССР указывалось 14 видов В Европе около 8 видов..

## Биология
Клептопаразиты. Откладывают яйца на пауков, заготавливаемых другими видами дорожных ос. Преследуют осу, которая транспортирует парализованного паука к гнезду и откладывают яйцо в легочный мешок паука, временно оставленного видом-хозяином. Личинка церопалин вылупляется первой и поедает яйцо дорожной осы, а затем и самого паука.

## Строение
Глазки почковидные, книзу значительно сужаются, основания усиков расположены ближе ближе к глазу, чем к наличнику. Коготки задних ног изогнуты почти под прямым углом.

## Классификация
Иногда рассматриваются как самостоятельное семейство.
- Род Bifidoceropales Priesner (или подрод в составе Ceropales)
- Род Ceropales Latreille, 1796
- Род Irenangelus — пантропический род